# Many girls tied to slabs of stone
Many girls tied to slabs of stone är en akvarellmålning av den amerikanske konstnären och författaren Henry Darger (1892–1973). Verket är inte daterat. Målningen framställer ett tjugotal unga nakna flickor som är fastbundna vid var sitt stenblock.
Konstverket Many girls tied to slabs of stone bygger på ett tema om förpubertala flickor, antingen nakna eller iförda söta klänningar, som är bundna, fjättrade eller torteras och stryps. I boken In the Realms of the Unreal berättar Darger om sju prinsessor, döttrar till Robert Vivian, the Vivian Girls, vilka gör uppror mot general John Manleys repressiva regim och dess barnslaveri. Barn, anförda av the Vivian Girls, drar ut i strid mot general Manleys Glandelinian-soldater. Barnen blir dock antingen dödade i striden eller grymt torterade av Glandelinian-soldaterna.
Ungefär hälften av de änglalika flickorna i målningen har små penisar, vilket man har förklarat med att Darger ville förläna flickorna en traditionell maskulin symbol och därmed ge dem krigarstatus. Dargers transgender-tematik kan tänkas spegla något som inte motsvarar samhällets normer. I sin ungdom ansågs Darger vara en social särling och sinnessvag ("feeble-minded") och tillbringade flera år på institution. Flickorna i Dargers målningar är ofta nakna och i vissa fall är de iförda genomskinliga klänningar, kjolar eller förkläden så att betraktaren skymtar deras penisar. Med penisen ges flickorna en tydlig anknytning till den biologiske mannen Darger. Konsthistorikern Mary Trent menar att penisen är förknippad med Dargers självbild som offer; en av anledningarna till att han togs om hand av de sociala myndigheterna var att han hade ägnat sig åt "självbefläckelse". I både Dargers tidiga liv och i berättelsen om Vivian Girls utgör penisarna orsak till att de vuxna gör dem skamsna och straffar dem.